# Dolina Bystrička
Bystrička je dolina v Malé Fatře. Protéká jí potok Bystrička. Vede ní zeleně značený chodník ze železniční stanice Kraľovany do sedla Medziholie.
Na začátku doliny se nachází kamenolom. Na západních svazích doliny se rozprostírá Národní přírodní rezervace Šrámková.